# Hamburger Bachorchester

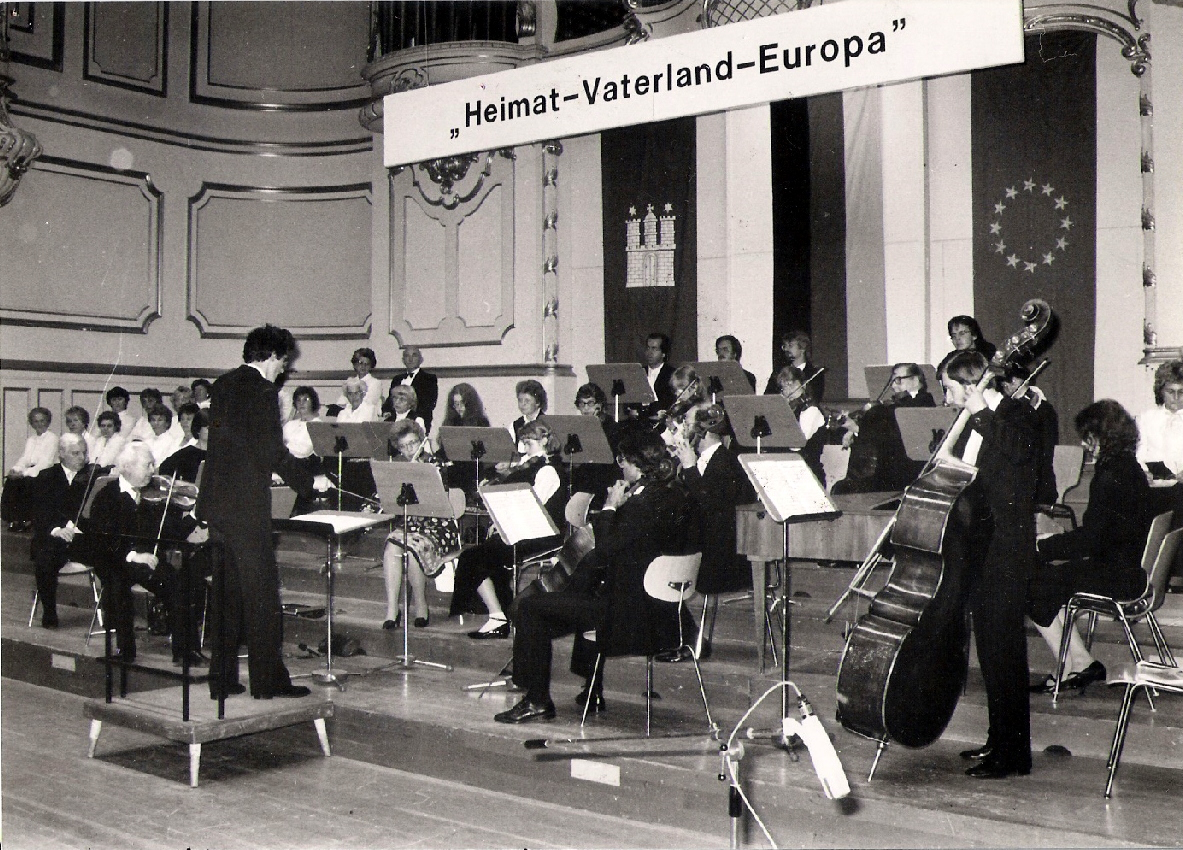
Hamburger Bachorchester 1985 in der Musikhalle Hamburg

Das Hamburger Bach-Orchester, ein sich vor allem der Aufführung von Werken Johann Sebastian Bachs widmendes Orchester in Hamburg, wurde 1957 von Robert Stehli gegründet.
In Hamburg konzertierte es regelmäßig in der Musikhalle, und Gastspielreisen führten das Hamburger Bach-Orchester nach Westdeutschland sowie Großbritannien und Skandinavien. 1960 wurde das Orchester in einer Fusion mit dem Hamburger Symphonieorchester und dem Hamburger Kammerorchester vereinigt. Diese von Robert Stehli und Gabor Ötvös geleitete Neugründung firmierte zunächst als Vereinigte Hamburger Orchester, später wurde sie in Hamburger Symphoniker umbenannt.
In kleinerer Besetzung wurde der Name Hamburger Kammerorchester weitergeführt. Zum Bachjahr 1985 wurde dann auch das Hamburger Bachorchester wiedererweckt. Die Leitung hatte der Dirigent Axel Bergstedt. Er verlagerte den Schwerpunkt der Aufführungen zu Kantaten und Oratorien der Barockzeit. Seine beste Zeit hatte das Orchester von 1987 bis 1993, als der niederländische Geiger Radboud Oomens Konzertmeister war. Bedingt durch finanzielle Schwierigkeiten wurden die Auftritte in den 1990er Jahren seltener. Bergstedt schied 1998 aus, und der vom Hamburger Bachverein berufene Dirigent Clemens Bergemann ließ das Orchester ruhen und führte den Konzertchor des Hamburger Bachorchesters mit dem Philharmonia Chor Hamburg zusammen.